# Uroctea durandi
Uroctea durandi és una espècie d'aranyes araneomorfes de la família dels família dels ecòbids (Oecobiidae). Fou descrita per primera vegada l'any 1809 per Latreille. Té una distribució mediterrània. En francès l'anomenen araignée Clotho (aranya Clotho) –i és el nom d'un gènere, Clotho, amb unes quantes sinonímies amb Uroctea durandi– perquè recorda Cloto, la més jove de les tres Moires que, en la mitologia grega, desplegava el fil de la vida humana des de la seva roda filadora.

## Descripció
És reconegut per les seves potes marrons i l'abdomen gris fosc amb cinc taques grogues pàl·lides. El cefalotòrax és arrodonit i marró. És de grandària mitjana; la femella fa de 9 a 16 mm, i el mascle, de 6 a 10 mm. · .

## Hàbitat
Viu sota roques, on construeix un una teranyina com una tenda d'uns 4 cm de diàmetre. Des de cadascuna de les sis obertures sobresurten dos fils de senyalització. Quan un insecte com, per exemple, un milpeus toca un d'aquests fils, l'aranya surt fora de l'amagatall i captura la seva presa. És a la teranyina amagatall la femella pon els ous i les cries d'aranyes més endavant es dispersen per la tècnica del ballooning o dispersió per l'aire; fan un fil de seda llarg i es deixen portar pel vent.

## Sinonímia
Segons el World Spider Catalog amb data del desembre de 2018, Uroctea durandi te reconegudes les següents sinonímies:
- Uroctea 5-maculata Dufour, 1820
- Clotho gondotii Walckenaer, 1837
- Clotho cycacea C. L. Koch, 1843
- Clotho goudotii C. L. Koch, 1843
- Clotho guttata C. L. Koch, 1843
- Clotho stellata C. L. Koch, 1843
- Clotho anthracina C. L. Koch, 1847

## Galeria
- Cefalotòrax d' Uroctea durandi
- Niu d' Uroctea durandi